# Cavalcantia
Cavalcantia, rod glavočika opisan 1980. godine, dio tribusa Eupatorieae. Sastoji se od dvije vrste, sve su brazilski endemi.
Cavalcantia uključuje 2 zeljaste vrste, od kojih je svaka poznata iz samo jedne zbirke iz široko odvojenih i izoliranih područja savane u unutrašnjosti Brazila. Donekle je sličan rodu Ageratum po općem habitusu, ali se razlikuje po svojim zaobljenim listovima i nekoliko drugih manjih značajki, a nedostaje mu i papus.

## Vrste
1. Cavalcantia glomerata (G.M.Barroso & R.M.King) R.M.King & H.Rob.
2. Cavalcantia percymosa R.M.King & H.Rob.

## Sinonimi
Nema.